# Борк Костянтин Костянтинович
Костянтин Костянтинович Борк (10 березня 1869, Могильовська губернія — ?) — генеральний хорунжий армії Української Держави.

## Життєпис
Закінчив Орловський Бахтіна кадетський корпус (1888), 2-ге військове Костянтинівське училище (1890), Миколаївську академію Генерального штабу за 1-м розрядом (1902). На посаді старшого ад'ютанта штабу 71-ї піхотної дивізії брав участь у Російсько-японській війні. З 7 березня 1908 старший ад'ютант штабу Одеської військової округи. 
У 1915 командир 16-го Сибірського стрілецького полку. З грудня 1915 р. — генерал-майор, начальник штабу 79-ї піхотної дивізії. З 1 листопада 1916 начальник штабу 2-го армійського корпусу. З 13 квітня 1917 начальник 115-ї піхотної дивізії.
З 9 листопада 1918 р. — начальник 3-ї пішої дивізії в Армії Української Держави. 
Станом на 1 січня 1919 перебував під арештом у Вінниці. Подальша доля невідома.